# Lago Burley Griffin
O lago Burley Griffin é um grande lago artificial construído na década de 1960 na cidade de Camberra, na Austrália, após a drenagem do rio Molonglo. Foi assim designado em homenagem a Walter Burley Griffin, o arquiteto estadunidense responsável pela cidade. 
O lago localiza-se exatamente no centro de Camberra, como previsto nos projetos de Griffin, portanto, as construções mais importantes da cidade localizam-se ao seu entorno. O lago é cercado também por grandes parques e jardins, o que contribuiu para que este se se tornasse um dos pontos turísticos da Austrália. 

## James Cook Memorial
Em 25 de abril de 1970, a Rainha Elizabeth II inaugurou um monumento em homenagem ao Capitão James Cook, explorador responsável pela descoberta da Austrália. O memorial é formado por um jato de água e uma réplica metálica do globo terrestre.   
O jato de água consome cerca de 560 watts e é capaz de lançar água a 183 metros de altura, a uma velocidade de 260 km/h. 